# Catalina García
Catalina García Barahona (Cali, 22 de febrero de 1986) es una cantante y actriz colombiana, reconocida por ser vocalista y compositora de la banda Monsieur Periné.

## Carrera

### Inicios
Nació en Cali y estudió en el liceo francés Paul Valery de la misma ciudad. Se trasladó a Bogotá e inició estudios de Antropología en la Universidad Javeriana.

### Monsieur Periné

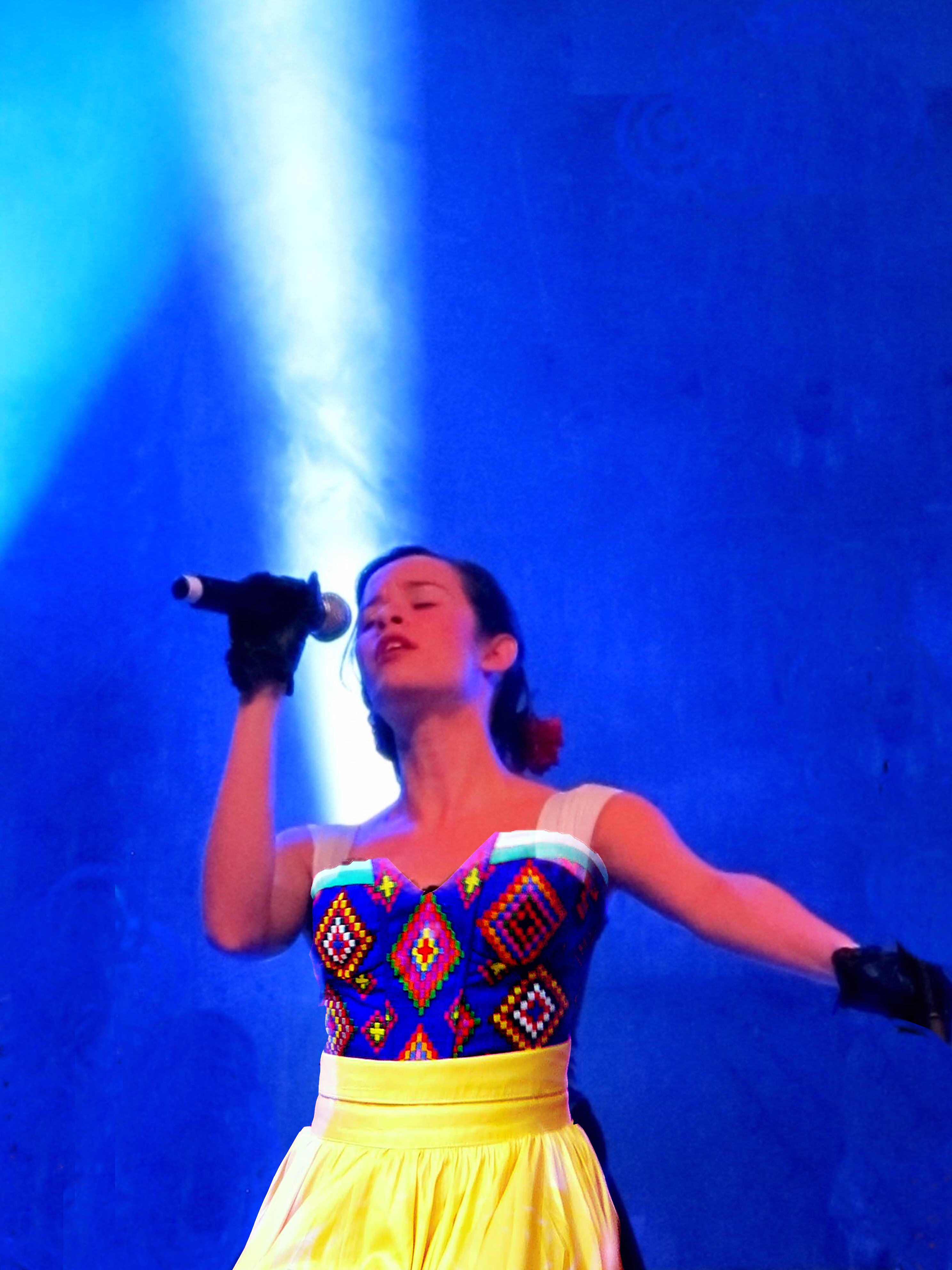
García en el festival "Ehrenbreitstein" en Coblenza en el 2013.

Ya establecida en Bogotá, García conoció a los músicos Santiago Prieto, Nicolás Junca y Camilo Parra, con los que empezó a tocar varios géneros de música latinoamericana y jazz, realizando algunas presentaciones en la ciudad. Tomaron el nombre Monsieur Periné de la palabra francesa "périnée" (suelo pélvico). En 2012 lanzaron su primer trabajo discográfico, titulado Hecho a Mano. El disco resultó ser un éxito comercial, llevando a la agrupación a realizar presentaciones por toda Latinoamérica y en festivales de jazz en Europa. Su segundo álbum, Caja de Música, fue publicado en 2015 y producido por el músico Eduardo Cabra (Calle 13). El álbum le valió a la agrupación obtener un Grammy Latino ese mismo año en la categoría "Mejor Artista Nuevo".
Participó en la grabación de la canción "True Love" del artista bogotano Esteman y realizó un dúo con Yayo González, vocalista  de la agrupación mexicana Paté de Fuá, en el festival Vive Latino de 2013.

## Discografía

### Monsieur Periné
- 2012 - Hecho a Mano
- 2015 - Caja de Música
- 2018 - Encanto Tropical
- 2020 - Mundo Paralelo
- 2023 - Bolero Apocalíptico

## Filmografía
- 2019 - Amigo de nadie[5]